# Championnat de Chypre de football 1972-1973
Navigation
Saison précédente Saison suivante
La saison 1972-1973 du Championnat de Chypre de football était la 35e édition officielle du championnat de première division à Chypre. Les quatorze meilleurs clubs du pays se retrouvent au sein d'une poule unique, la Cypriot First Division, où ils s'affrontent 2 fois, à domicile et à l'extérieur. En fin de saison, le dernier du classement est relégué en deuxième division et remplacé par le champion de D2.
C'est le club de l'APOEL Nicosie qui remporte le 11e titre de champion de Chypre de son histoire, il devance de 8 points l'Olympiakos Nicosie et le Pezoporikos Larnaca complète le podium. L'APOEL réussit même le doublé en battant le Pezoporikos Larnaca en finale de la Coupe de Chypre. Le tenant du titre, l'Omonia Nicosie, a pris part au championnat grec, qu'ils ont terminé à la 18e et dernière place : ils retrouveront le championnat chypriote la saison prochaine.
Comme la saison dernière, l'APOEL Nicosie, vainqueur du championnat, obtient le droit de participer au Championnat de Grèce de football, au même titre que n'importe quel club grec (en cas de relégation sportive, il retrouve la première division chypriote). De plus, Chypre obtient par le biais du championnat une place en Coupe UEFA.

## Les 14 clubs participants
| - Evagoras Paphos - Promu de D2 - AEL Limassol - APOEL Nicosie - Olympiakos Nicosie - Digenis Morphou - EPA Larnaca - ASIL Lysi - Promu de D2 | - Alki Larnaca - Pezoporikos Larnaca - Anorthosis Famagouste - Nea Salamina - Apollon Limassol - EN Paralimni - Aris Limassol - Promu de D2 |

## Compétition

### Classement
Le barème utilisé pour établir le classement est le suivant :
- Victoire : 2 points
- Match nul : 1 point
- Défaite : 0 point

| Rang | Équipe                | Pts | J  | G  | N  | P  | Bp | Bc | Diff |
| ---- | --------------------- | --- | -- | -- | -- | -- | -- | -- | ---- |
| 1    | APOEL Nicosie C       | 42  | 26 | 17 | 8  | 1  | 35 | 11 | +24  |
| 2    | Olympiakos Nicosie    | 34  | 26 | 15 | 4  | 7  | 40 | 22 | +18  |
| 3    | Pezoporikos Larnaca   | 31  | 26 | 9  | 13 | 4  | 28 | 17 | +11  |
| 4    | Anorthosis Famagouste | 30  | 26 | 12 | 6  | 8  | 24 | 17 | +7   |
| 5    | EN Paralimni          | 27  | 26 | 9  | 9  | 8  | 26 | 26 | 0    |
| 6    | EPA Larnaca           | 26  | 26 | 8  | 10 | 8  | 28 | 23 | +5   |
| 7    | Digenis Morphou       | 26  | 26 | 10 | 6  | 10 | 26 | 30 | -4   |
| 8    | AEL Limassol          | 24  | 26 | 8  | 8  | 10 | 30 | 29 | +1   |
| 9    | Evagoras Paphos P     | 23  | 26 | 6  | 11 | 9  | 20 | 29 | -9   |
| 10   | Aris Limassol P       | 22  | 26 | 5  | 12 | 9  | 25 | 34 | -9   |
| 11   | Apollon Limassol      | 21  | 26 | 7  | 7  | 12 | 23 | 29 | -6   |
| 12   | Alki Larnaca          | 20  | 26 | 5  | 10 | 11 | 18 | 26 | -8   |
| 13   | Nea Salamina          | 20  | 26 | 8  | 4  | 14 | 18 | 28 | -10  |
| 14   | ASIL Lysi P           | 19  | 26 | 5  | 8  | 13 | 17 | 37 | -20  |

|  | Qualification pour la Coupe des clubs champions 1973-1974 Participation au championnat de Grèce de football 1973-1974 |
|  | Qualification pour la Coupe des Coupes 1973-1974                                                                      |
|  | Qualification pour la Coupe UEFA 1973-1974                                                                            |
|  | Relégation directe en deuxième division                                                                               |
|  | T : Tenant du titre C : Vainqueur de la Coupe de Chypre P : Promu de deuxième division                                |

## Bilan de la saison
| Championnat de Chypre de football 1972-1973 |                           |
| Champion                                    | APOEL Nicosie (11e titre) |
| Coupes et trophées                          |                           |
| Vainqueur de la Coupe de Chypre 1972-1973   | APOEL Nicosie             |
| Qualifications continentales                |                           |
| Coupe des clubs champions 1973-1974         | APOEL Nicosie             |
| Coupe des Coupes 1973-1974                  | Pezoporikos Larnaca       |
| Coupe UEFA 1973-1974                        | Olympiakos Nicosie        |
| Promotions et relégations                   |                           |
| Promus en Cypriot First Division            | APOP Paphos               |
| Relégués en Cypriot Second Division         | ASIL Lysi                 |